# Woods Bay
Woods Bay – jednostka osadnicza w Stanach Zjednoczonych, w stanie Montana, w hrabstwie Lake.